# Acaraú
Acaraú este un oraș în statul Ceará (CE) din Brazilia.